# Falconer
Falconer var ett svenskt folk metal/power metal-band från Mjölby i Östergötland.

## Historia
Stefan Weinerhall grundade bandet 1999 efter att hans viking metal-band Mithotyn splittrats. I början av bandets historia spelade han både gitarr och bas. Han fick tag på sångaren Mathias Blad som inte hade någon anknytning till metal eller ens rock, utan främst sjöng i musikaler och liknande. När framtiden var säkrad genom att Stefan gjort upp med Metal Blade Records om skivkontrakt rekryterades Karsten Larsson, Stefans gamle trummis från Mithotyn. Det första albumet, det självbetitlade Falconer, spelades in 2001 och ett år senare kom det andra albumet, Chapters from a Vale Forlorn. Albumen bestod av power metal med folkinspiration och skilde sig från många andra band i genren genom Mathias lite mörkare stämma och de uppfinningsrika melodierna. 
2002 fick bandet erbjudande om att spela live och eftersom Mathias inte hade tid med detta, på grund av sin musikalkarriär, lämnade han bandet och ersattes av Kristoffer Göbel. Vid samma period värvades bröderna Peder Johansson (bas) och Anders Johansson (gitarr). 
Det tredje albumet The Sceptre of Deception släpptes 2003, och var det första med Kristoffer Göbel som sångare. Dock var Mathias med och bidrog med små sångstycken. Efter turnén som följde albumet blev det bråk inom bandet och bröderna Johansson sparkades. De ersattes av basisten Magnus Linhardt och gitarristen Jimmy Hedlund. 
Efter det fjärde albumet Grime vs. Grandeur kände både bandet och dess fans att något var fel. Detta album hade släppt Falconers folkiga sound och gått mot mer normal power metal. Stefan Weinerhall har senare sagt att han anpassade musiken efter Kristoffers sångstil. Men man bestämde sig för att återgå till den folkiga stilen, och då fick Kristoffer Göbel gå, eftersom Mathias Blad togs tillbaka. Det ursprungliga soundet ansågs viktigare än turnémöjligheter. 
Bandets femte album, Northwind, återgår till folkinspirerad power metal och har fått mycket positiva reaktioner bland de trogna fansen.
På det sjunde albumet, Armod, valde bandet att spela in alla låtar på svenska (förutom bonuslåtarna som är engelska versioner av fyra av de andra låtarna).
Gruppen fick internationellt stor publik när de dök upp i en reklamfilm för Mini Coupé på Youtube i december 2011, där de framför låten Herr Peder och hans syster.
Den 28 januari 2013 meddelade Stefan Weinerhall på deras officiella hemsida att bandet har börjat repetera igen efter två års uppehåll och att 6 nya låtar är klara inför nästa skiva. Låtarna är hårdare och snabbare än de senaste har varit och vissa av dem låter som tagna ur det första albumet, Falconer.
Sommaren 2020 meddelade bandet att via sin Facebook-sida att bandet skulle läggas ner. Orsaken var att glöden helt enkelt falnat.

## Medlemmar
Sista aktiva medlemmarna
- Mathias Blad – keyboard (1999–2002), sång (1999–2003, 2005–2020)
- Stefan Weinerhall – basgitarr (1999–2002), gitarr (1999–2020), keyboard (2006–2020)
- Karsten Larsson – trummor (1999–2020)
- Jimmy Hedlund – sologitarr (2004–2020)
- Magnus Linhardt – basgitarr (2004– 2020)

Tidigare medlemmar
- Anders Johansson – gitarr (2002–2004)
- Peder Johansson – basgitarr (2002–2004)
- Karl Kristoffer Göbel – sång (2003–2005)

## Diskografi
Demo
- 2000 – Demo

Studioalbum
- 2001 – Falconer
- 2002 – Chapters From a Vale Forlorn
- 2003 – The Sceptre of Deception
- 2005 – Grime vs. Grandeur
- 2006 – Northwind
- 2008 – Among Beggars and Thieves
- 2011 – Armod
- 2014 – Black Moon Rising
- 2020 – From A Dying Ember

Singlar
- 2005 – "Nocturnal Rites / Falconer" (delad 7" vinyl, 500 ex)